# McDonald’s Burnie International 2014
Das McDonald’s Burnie International 2014 war ein Tennisturnier des ITF Women’s Circuit 2014 für Damen und ein Tennisturnier der ATP Challenger Tour 2014 für Herren in Burnie. Die Turniere fanden parallel vom 27. Januar bis 2. Februar 2014 statt.